# Wingeshausen
Wingeshausen is een deel van de Duitse gemeente Bad Berleburg, deelstaat Noordrijn-Westfalen. Wingeshausen hoort bij de Kreis Siegen-Wittgenstein. 
Wingeshausen ligt aan de Uerdinger Linie, in het traditionele gebied van het Hoogduits. Wingeshausen is in Westfalen, niet ver van Aue. 

## Geboren
- Johannes Daniel Dulcken (1706 – 1757) klavecimbelbouwer.